# 日本乞師
日本乞師（にほんきっし）は、明の滅亡後南下してきた清に対抗する南明及びその支持勢力（鄭氏政権など）が日本（江戸幕府）に対して軍事支援を求めた行動。

## 概要
1644年（日本の正保元年）、李自成率いる大順が明の首都・北京を制圧して明朝最後の皇帝崇禎帝が自害すると、清が満洲より南進し、大順軍を破って北京を制圧し、そのまま旧明領制圧の軍を進めた。これに対して華中・華南では、明の皇族を擁立して「反清復明」を唱え、清への抵抗と明の再興を目指す南明勢力が形成された。彼らは近隣で相当の軍事力を保有していた日本に軍事支援を求め、連合して清軍を駆逐することによって明朝再興を果たそうと考えた。
1645年に鄭芝龍及び崔芝が、相次いで日本に軍隊派遣を要請する使者を送った。以後、鄭芝龍の子・鄭成功及びその子鄭経と3代にわたって、軍事支援を求めて1674年（日本の延宝2年）まで30年間に10回の使者を日本に送った。また、この他にも黄宗羲ら明朝再興を働きかける人々によっても使者が派遣されたが、既に鎖国体制に入っていた江戸幕府は軍事的な支援には否定的であり、貿易などの形式で倭刀などの武器や物資の調達を許すことはあっても、支援そのものには黙殺の姿勢を貫いた。また、琉球王国（同国及び薩摩藩を経由した江戸幕府への支援要請も含む）や南洋諸国、遠くはローマ教皇庁まで乞師の使者を派遣したことがあったが、いずれも不成功に終わった。